# Thorakoskopie
Die Thorakoskopie bezeichnet eine chirurgische Methode, in die Brusthöhle zu sehen und das Brustfell (Pleura) zu beurteilen sowie durch den gleichen oder weitere Zugänge Instrumente oder Medikamente einzuführen.
Das Instrumentarium besteht meist aus einem Tubus mit einem Trokar, der durch die Brustwand eingeführt wird. Vorher wird durch Eröffnen der Brusthöhle ein Pneumothorax erzeugt. Die Lunge kollabiert durch den dann fehlenden Unterdruck in der Brusthöhle. Da dann die Lunge nicht mehr die komplette Brusthöhle einnimmt, kann der entstandene Freiraum in der Brusthöhle eingesehen werden. Die Beatmung erfolgt mit einem Doppellumentubus.
Das Verfahren zählt zur minimalinvasiven Chirurgie, womit die Eröffnung des Brustkorbs (Thorakotomie) vermieden wird. Daraus resultieren für Patienten signifikante Vorteile, wie erheblich reduzierte postoperative Schmerzen, weniger Komplikationen und eine kürzere Krankenhausaufenthaltsdauer.
Die ersten Thorakoskopien wurden um 1913 mittels eines Zystoskops von Hans Christian Jacobaeus durchgeführt.

## Videoassistierte Thorakoskopie

Schematische Darstellung der VATS

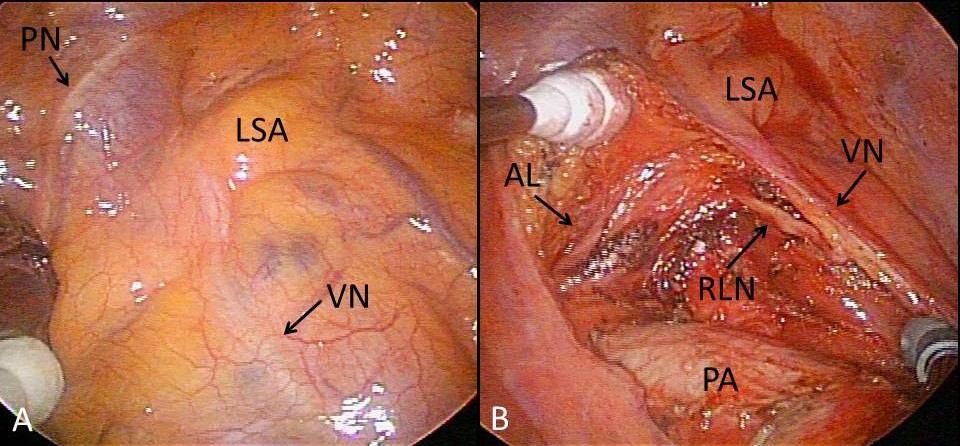
Single-Port-videoassistierte Thorakoskopie (VATS). Videobild während der Operation mit Blick vom linken unteren Mediastinum.

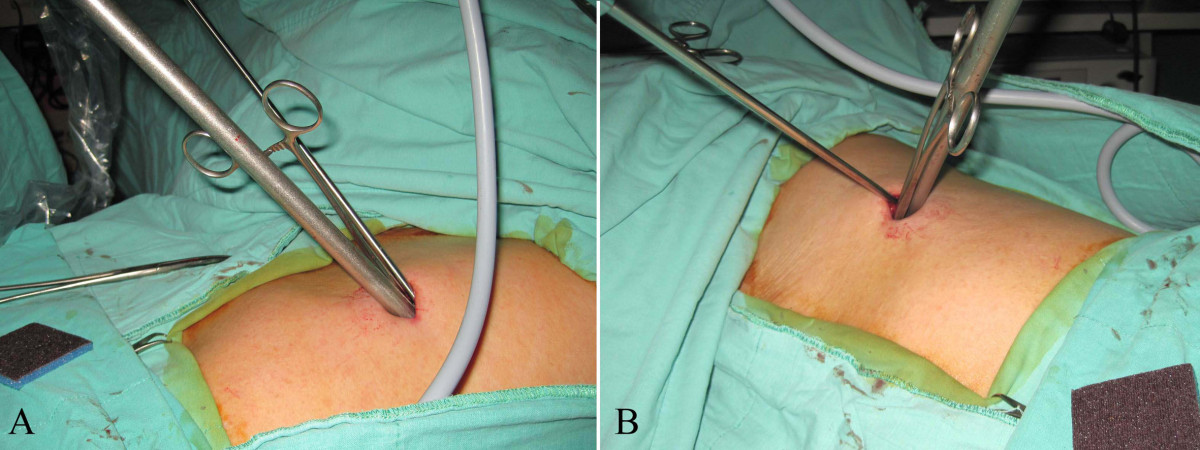
VATS von außen betrachtet. Die Wunde zur Einführung des Tubus hat einen Durchmesser von lediglich 2,5 cm.

Eine Fortentwicklung ist die Thorakoskopie mit Videounterstützung, die videoassistierte Thorakoskopie  (englisch videoassisted thoracoscopic surgery, VATS). Diese kann je nach Art des Eingriffes auch mit flexiblen Endoskopen durchgeführt werden.
Bis in die 1990er Jahre dienten diese Eingriffe oft nur der Diagnostik oder wurden zur Therapie bei Erkrankungen wie dem Pneumothorax, dem Pleuraerguss oder dem Pleuraempyem eingesetzt. Durch die Entwicklung sicherer Methoden zum Verschluss des Lungengewebes und der Gefäße kann die minimalinvasive Thoraxchirurgie heute auch bei der Entfernung einer krankheitstragenden Lungeneinheit (Lungenresektion) oder der Entfernung von Lymphknotenmetastasen zur histologischen Untersuchung eingesetzt werden. Am häufigsten dient die Operation der Sicherung oder dem Ausschluss einer Krebsdiagnose. Die Patienten werden gezielt von einem Lungenfacharzt zur Operation zugewiesen. Auch hier wird durch eine Eröffnung der Brusthöhle ein Pneumothorax erzeugt. Die Lunge kollabiert durch den dann fehlenden Unterdruck in der Brusthöhle,  wodurch der Eingriff mittels des Endoskops durchgeführt werden kann. Die Operation erfolgt mittels der Sicht auf das Kamerabild am Monitor. Hierzu werden drei Schnitte von etwa 2–3 cm Länge durchgeführt. Die Instrumente können zwischen den Rippen hindurchgeführt werden. Es muss deshalb die Fähigkeit der Tolerierung der Einlungenventilation gegeben sein. Bei der VATS-Lobektomie dürfen keine ausgedehnten Pleuraverwachsungen vorhanden sein und der Tumor darf keine Verbindung zum Lungen-Hilum haben. Als Kontraindikationen gelten beispielsweise die Adipositas oder eine vorausgegangene Chemo- oder Strahlentherapie als  neoadjuvante Therapie.
Nach Abschluss der Thorakoskopie wird, falls nötig, durch eine meist kurzzeitig (12–48 Stunden) verbleibende Thoraxdrainage ein Unterdruck im Pleuraspalt erzeugt, der die Lunge wieder entfaltet. Dabei auftretende Schmerzen können durch Schmerzmittelgabe behandelt werden. Nach der Entfernung der Thoraxdrainage erfolgt ein Thoraxröntgen zur Kontrolle der Lungenentfaltung.
Anwendungsgebiete:
- diagnostisch zur Klärung von Befunden im Pleuraraum, am Brustfell (Pleura) und peripheren Lungenanteilen.
- operativ für Operationen am Brustfell, an der Lunge, der thorakalen Wirbelsäule oder dem Mediastinum.

## Präoperative Risikoabschätzung
Vor einem geplanten resezierenden Eingriff an der Lunge wird die pulmonale und kardiale Leistungsfähigkeit des Patienten abgeklärt. Sie beinhaltet die Messung von Lungenfunktionsparametern, Parametern des pulmonalen Gasaustausches sowie die Berechnung der postoperativ zu erwartenden Lungenfunktion mithilfe der Perfusionsszintigrafie.